# Nuclear Spectroscopic Telescope Array
Nuclear Spectroscopic Telescope Array (NuSTAR) ist ein orbitales Röntgen-Teleskop für die Beobachtung  von Röntgenquellen wie schwarzen Löchern. NuSTAR ist ein Satellit im Explorer-Programm der NASA. Nach dem Erreichen der Umlaufbahn hat NuSTAR die zusätzliche Bezeichnung Explorer 93 erhalten.

## Mission
NuSTAR ist eine Röntgenastronomiemission, die erstmals im hochenergetischen Röntgenbereich Abbildung mit einer räumlichen Auflösung von weniger als einer Bogenminute erlaubt. Frühere Missionen mit Wolter-Teleskopen wie Chandra oder XMM-Newton arbeiteten bis zu Energien von 10 keV.  NuSTAR wird den Untersuchungsbereich auf bis zu 80 keV erweitern. Bei diesen Energien war bisher nur schlechte räumliche Auflösung durch Kollimatoren möglich.
Zu den Fragestellungen, die durch NuSTAR geklärt werden sollen, gehört die Verteilung der Schwarzen Löcher, die Entstehung schwerer Elemente und die Energieerzeugungsmechanismen aktiver Galaxien.
NuSTAR wurde 2005 als SMEX-(Small-Explorer)-Mission ausgewählt, jedoch wurde im Februar 2006 die Entwicklung aus Kostengründen gestoppt. Im September 2007 setzte die NASA die NuSTAR-Mission wieder in das Budget ein.
NuSTAR sollte ursprünglich im Februar 2012 mit einer Pegasus-XL-Rakete gestartet werden, der Start verschob sich jedoch mehrfach. Er erfolgte schließlich am 13. Juni 2012. Das Trägerflugzeug Lockheed L-1011 hob vom Atoll Kwajalein ab, und klinkte die Pegasus XL ca. 193 km südlich des Startorts aus. Danach flog die Rakete in die geplante Erdumlaufbahn. Die Höhe von NuSTARs Umlaufbahn beträgt etwa 600 km, die Inklination 6°. Am 21. Juni 2012 wurde der aus 56 Segmenten bestehende etwa 10 Meter lange Mast innerhalb von 26 Minuten ausgefahren. Die beiden Wolter-Teleskope am Ende des Mastes können jetzt die Röntgenstrahlung auf die Detektoren fokussieren.
Leitende Wissenschaftlerin ist Fiona Harrison.

## Aufbau

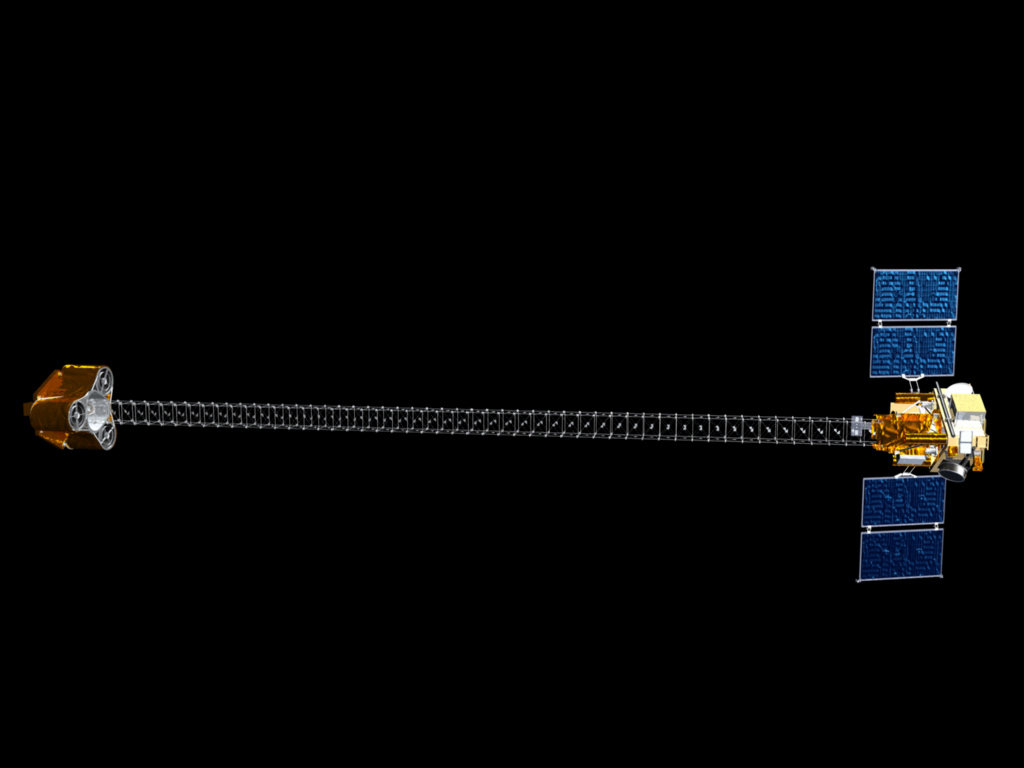
Ursprüngliche NuSTAR Planung

Der 360 kg schwere Satellit  basiert auf der kommerziellen LEOSTAR-2-Satellitenstruktur der Firma Orbital Sciences Corporation, die in ähnlicher Form bereits beim Satelliten GALEX verwendet wurde.  Der Satellitenkörper hat die Form eines hexagonalen Prismas und bietet eine Dreiachsenstabilisation. Ein verstellbarer Solarzellenausleger dient der Stromversorgung. Die geplante Missionsdauer beträgt zwei Jahre.
Das NuSTAR-Instrument besteht aus zwei in gleicher Orientierung ausgerichteten Röntgenteleskopen (ursprünglich geplant waren drei). Die Fokussierung der Röntgenstrahlen erfolgt durch Wolter-Teleskope, die an einem ausfahrbaren, zehn Meter langen Ausleger montiert sind. Der Ausleger erlaubt eine lange Brennweite der Teleskope und damit einen sehr flachen Einfallswinkel der Röntgenstrahlung auf die Spiegel. Dadurch kann auch noch Röntgenstrahlung oberhalb 10 keV reflektiert werden. Die Teleskope fokussieren die Strahlung auf drei Cadmiumzinktellurid-(CdZnTe)-Detektoren, die sich auf dem Satellitenkörper befinden. Die Detektoren benötigen keine kryogene Kühlung und haben eine hohe Spektralauflösung.
Ursprünglich (vor der Programmunterbrechung 2006) sollte NuStar jedoch auf Basis des Spectrum Astro SA-200S Satellitenbusses gebaut werden.

## Ergebnisse
2017 war dieses Teleskop ebenso wie das XMM-Newton beteiligt am Nachweis ultraschneller Winde aus einem superschweren Schwarzen Loch. Diese erreichten ein Viertel der Lichtgeschwindigkeit und zeigten eine Wechselwirkung mit der Röntgenstrahlung, die das in das Schwarze Loch hineinfallende Material hervorrief.